# مختبر تقييم المهارات
مختبر تقييم المهارات عبارة عن برنامج اختبار عبر الإنترنت لإنشاء وإجراء فحص يعتمد على شبكة الإنترنت والذي تم تطويره ونشره من قبل مختبرات إبراكتز. ويقوم برنامج إدارة الاختبار بإجراء اختبارات من خلال الإنترنت ويكون عبر أسئلة من تقييم الكمبيوتر وتقييم الاستخدام اليدوي. ومن حلول هذا البرنامج إمكانية استبدال أي ورقة من التي يعتمد عليها الاختبار ثم إعادتها إلى الكمبيوتر والذي يعتمد عليه الاختبار. وأُصدرت أول نسخة من هذا المنتج في الثاني من فبراير من عام 2007.

## مميزات البرنامج
يعد من أبرز مميزات وسمات مختبر تقييم المهارات هي
- الدور الذي يعتمد على الدخول لتعريف النماذج والأمن لإدارة الامتحان وإدارة التقارير وإدارة الطباعة وكذلك المتقدمين للامتحان.
- أنواع السؤال الشامل والحصري لاستبدال أية ورقة من الامتحانات والاختيار الفردي وأسئلة الاختيار من متعدد والنص الفردي وصل الاختيار الصحيح والأسئلة الوصفية وأنواع الأسئلة المخصصة.
- أسئلة للمرشحين لعملية التحدي المرئي وأسئلة الصوت وتكون مباشرة من خلال سماعات كمبيوتر الممتحن.
- ويمكن في الامتحان كتابة ورسم الصور في حالة الأسئلة الوصفية مثل الأوراق التقليدية مع استخدام قلم الماوس.
- ويمكن أن يتم تسجيل إجاباتهم الصوتية في الامتحان من خلال سماعات الأذن الخاصة بالكمبيوتر.
- الاتصال الفوري للتنبيه على الامتحان – وأيضًا التنبيه من خلال الرسائل القصيرة وتنبيهات البريد الإليكتروني الخاص بالمتقدمين للامتحان وأيضًا للإداريين.
- ويمكن أن يدرج في طلب التقديم الواحد عددًا من المستخدمين في وقت واحد.
- يمكن تحميل الأسئلة من جدول الإكسل أو من محرر الأسئلة داخل المنتج.
- مجموعة اللغات – يمكن إنشاء الأسئلة بأية لغة مع الصور ومقاطع الفيديو وملفات الفلاش.
- فرصة للتطوير- من خلال مخططات مقارنة الاختبار والموضوع وذلك لقياس مناطق الضعف جميعها.
- ينتج كلٌ من مخطط الأداء ومختبر التركيز للمتدربين مضمارًا للسباق بين المتدربين في أثناء التدريب.
- الرسم البياني الذي يوضح ترتيب المرشحين للاختيار من بين المرشحين من حيث الأداء والتقدير.
- ويمكن إرسال المخرجات المتعددة الأشكال – والتقارير المتعددة أشكال بي دي أف، أر تي أف، إتش تي إم إل، وسي أس في.

## فوائده
لمختبر تقييم الأداء الفوائد الآتية، اعتمادًا على غرض التقييم:
- إمكانية النقل – وتستطيع المنظمات تركيب واستخدام المنتج في مستضيف الإنترنتخادم ويب أو نقل الأنظمة مثل الكمبيوتر المحمول وهذا سوف يمكنهم من إجراء الامتحان في الأماكن المختلفة.
- كامل الاختيارات التي يمكن تخصيصها – وتستطيع المنظمة استخدام مختبر تقييم المهارات في إنشاء اختباراتهم الخاصة مع العلامة التجارية الخاصة بهم.
- أنوع الأسئلة المختلفة والمتنوعة – وهناك 6 أنواع من الأسئلة المختلفة والفريدة لتقييم مهارات البرمجة ومهارات التصميم ومهارات الهندسة المعمارية وغيرها.
- الشعور بكونه مثل الاختبار الفعلي والواقعي - كل من عشوائية الأسئلة والمؤقت سوف يؤدي تلقائيًا إلى عملية التقييم مرة واحدة من خلال اكتمال الوقت المخصص. وهو ما يدعم الإجابات الوصفية والمحتوية على صور أو صوت.
- بسيط وسريع – لا يتطلب نظام مختبر تقييم المهارات أية استضافة لملقم الخدمة أو أجهزة راقية لتشغيل الملقم. وتستطيع المؤسسة تركيب هذا البرنامج على أي نظام تشغيل مثل نظام تشغيل لونيكس أو نظام ويندوز مع وجود مساحة قرص تتراوح بين 500 و600 ميجابايت.
- منهجية التقييم – بي بي أيه- 2 ( الخطة والإثبات والتقييم) ويتم التأكيد على المنهجية من خلال مختبر تقييم المهارات وذلك لتكون عملية تقييم المهارات سهلة.

## الأدوات
يتيح برنامج الامتحان عبر الإنترنت عملية إجراء ثلاثة أنواع مختلفة من التقييمات هي شهادة الامتحانات وممارسة الامتحانات ومعلومات الامتحانات.